# Jugulator
Jugulator es el decimotercer álbum de estudio de la banda británica de heavy metal Judas Priest, publicado en 1997 por SPV Records para el mercado europeo y por CMC International para los Estados Unidos. Es su primera producción con el cantante Tim "Ripper" Owens, tras la salida de Rob Halford del grupo en 1992. Contiene la canción «Bullet Train», que fue nominada a un premio Grammy en 1999.
Su característica principal, es la agresividad que proyecta en la música y en las letras, acercándolo más hacia el thrash metal que al sonido clásico de la banda. Este cambio, fue producido, principalmente, por el tono y el uso de la voz Owens (en ocasiones, cercana a una voz gutural) y por la baja afinación de las guitarras de K.K. Downing y Glenn Tipton. El sitio Allmusic dijo que la banda merecía crédito por mantenerse en el heavy metal, pero que ello no servía para justificar un intento vulgar de sonar atrincherados en el thrash metal de finales de los 80s. Por otra parte, el sistema Nielsen SoundScan informó que hasta el 21 de abril de 2002 se habían vendido 108 174 copias del álbum en los Estados Unidos.

## Antecedentes
Tras la salida de Rob Halford de la banda en 1992 cada uno de los integrantes restantes tuvieron diversos caminos, por un lado K.K. Downing e Ian Hill se tomaron unas vacaciones, Glenn Tipton comenzó a grabar su primer álbum en solitario Baptizm of Fire y Scott Travis se unió a la banda Fight, agrupación que fundó Halford en 1993. A pesar de ello la banda nunca se separó, pero si tuvieron un hiato de cerca de cinco años.

## La elección de Tim Owens
A fines de 1994 Tipton y Downing se reunieron para definir el futuro de la banda, cuya decisión final fue continuar, pero con la difícil tarea de buscar un nuevo vocalista. La gran mayoría de la información sobre quienes audicionaron como reemplazante de Halford, se ha sabido a través de diversas entrevistas realizadas a sus protagonistas, revistas musicales o en páginas webs, ya que la banda hasta el día de hoy no ha entregado una información oficial al respecto.
Dentro de la lista de postulantes se consideró a Ralf Scheepers que por ese entonces cantaba en Gamma Ray y ahora en Primal Fear, D.C. Cooper vocalista de Royal Hunt, David Reece que fue cantante de Accept en el álbum Eat the Heat, Tony O'Hara de Praying Mantis, Tony Mills de la banda Shy, Jeff Martin de Racer X, Devin Townsend, Sebastian Bach e incluso se rumoreó el regreso de Al Atkins, entre otros. Sin embargo, a principios de 1996 las audiciones fueron canceladas ya que habían encontrado a un nuevo vocalista, el estadounidense Tim Owens, que por ese entonces cantaba en una banda tributo a Judas Priest llamada British Steel. A los días después de su entrada recibió el apodo de "Ripper", que fue tomado de la canción del mismo nombre, y que fue aceptado por los fanáticos e incluso por su propia madre.

## Grabación
Todas las canciones fueron escritas por K.K. Downing y Glenn Tipton en diciembre de 1995, con la misma afinación con la que escribían en el período de Rob Halford. Pero la llegada de Owens, cuya voz era más agresiva, con un buen uso de la voz gutural y con claras influencias del thrash metal, los obligó a bajar la afinación de las guitarras a los tonos C# y C. Este cambio, junto a las letras oscuras, como una clase de reminiscencia a Painkiller o a Sin After Sin, convirtió al disco en uno de sus trabajos más agresivos.
Finalmente la etapa de grabación se realizó a fines de 1996 y principios de 1997 en los Silvermere Studios de Surrey en Inglaterra. Mientras que la masterización se llevó a cabo en los Whitfield Street Studios.

## Lanzamiento y promoción
Se lanzó oficialmente el 27 de octubre de 1997 en el Reino Unido y en los principales mercados de Europa a través de SPV Records. Mientras que el 28 de octubre se publicó en los Estados Unidos por el sello CMC International, donde logró el puesto 82 en la lista Billboard 200.
En cuanto a su promoción se lanzó en el mismo año su único sencillo, «Bullet Train». Por su parte, el 30 de enero de 1998 iniciaron la gira promocional Jugulator World Tour, que los llevó por varios países europeos, Norteamérica y llegaron por primera vez a México, cuya fecha final ocurrió el 31 de octubre en Nueva York. Cabe señalar que en algunas presentaciones se grabó el material en vivo de su tercer álbum en directo, '98 Live Meltdown, publicado en septiembre del mismo año.

## Portada
Para reflejar esta nueva etapa de la banda, sus miembros decidieron crear un nuevo logotipo que quedó en manos del artista Mark Wilkinson, el creador de las portadas de Ram It Down, Painkiller y Metal Works '73-'93. Este nuevo logotipo contó con una nueva versión de la llamada «cruz de Judas Priest», y que fue pintado de color rojo con bordes amarillos. Además, creó un nuevo personaje llamado precisamente Jugulator, una bestia de metal que en la parte interna del disco se aprecia que surge de un volcán.

## Lista de canciones
Todas las canciones escritas por Glenn Tipton y K.K. Downing.

| N.º | Título             | Duración |  |
| 1.  | «Jugulator»        | 5:50     |  |
| 2.  | «Blood Stained»    | 5:26     |  |
| 3.  | «Dead Meat»        | 4:44     |  |
| 4.  | «Death Row»        | 5:04     |  |
| 5.  | «Decapitate»       | 4:39     |  |
| 6.  | «Burn in Hell»     | 6:42     |  |
| 7.  | «Brain Dead»       | 5:24     |  |
| 8.  | «Abductors»        | 5:49     |  |
| 9.  | «Bullet Train»     | 5:11     |  |
| 10. | «Cathedral Spires» | 9:12     |  |

## Músicos
- Tim Owens: voz
- Glenn Tipton: guitarra eléctrica
- K.K. Downing: guitarra eléctrica
- Ian Hill: Bajo
- Scott Travis: batería